# فالمير
فالمير هو لاعب كرة قدم برازيلي في مركز الوسط، ولد في 11 أبريل 1979 في البرازيل. لعب مع نادي باهيا.